# Nati nel 1589
| Questa pagina contiene informazioni ricavate automaticamente dalle voci biografiche con l'ausilio del template Bio e di un bot. L'aggiornamento è periodico e automatico e ricostruisce completamente la pagina. Se manca una persona in questa lista, sei pregato di non aggiungerla, ma accertati piuttosto che la sua voce biografica contenga il template Bio e che i dati anagrafici siano correttamente compilati. Se il template Bio manca, inseriscilo tu stesso o, in alternativa, metti l'avviso {{tmp\|Bio}} che ne segnala la mancanza. Se i dati riportati sono sbagliati, correggi direttamente la voce biografica; le modifiche saranno visibili in questa lista entro pochi giorni. Per chiarimenti vedi il progetto biografie. La lista contiene solo le 87 persone che sono citate nell'enciclopedia e per le quali è stato implementato correttamente il template Bio. Pagina aggiornata al 18 giu 2025. |

## Gennaio(2)
- 7 gennaio - Cinzia Gonzaga, religiosa italiana († 1649)
- 20 gennaio - Stefano Amadei, pittore italiano († 1644)

## Febbraio(8)
- 4 febbraio - Elia Naurizio, pittore italiano († 1657)
- 5 febbraio - Honorat de Bueil de Racan, poeta e drammaturgo francese († 1670)
- 5 febbraio - Domenico Pugliani, pittore italiano († 1658)
- 7 febbraio - Domenico Cecchini, cardinale italiano († 1656)
- 8 febbraio - Peter Melander von Holzappel, generale tedesco († 1648)
- 9 febbraio - Ludovico Gonzaga, vescovo cattolico italiano († 1630)
- 18 febbraio - Henry Vane il Vecchio, politico inglese († 1655)
- 18 febbraio - Maarten Gerritsz Vries, cartografo e esploratore olandese († 1646)

## Marzo(3)
- 3 marzo - Gijsbert Voet, predicatore e teologo olandese († 1676)
- 9 marzo - Baltasar Moscoso y Sandoval, cardinale e arcivescovo cattolico spagnolo († 1665)
- 10 marzo - Vincenzo Calestani, compositore e cantante italiano

## Aprile(6)
- 17 aprile - Martin Zeiler, scrittore tedesco († 1661)
- 18 aprile - Bernardo Morando, poeta e romanziere italiano († 1656)
- 18 aprile - Giovanni Vasa, principe svedese († 1618)
- 18 aprile - Fulvio Alessandro della Corgna, nobile e politico italiano († 1647)
- 20 aprile - Giovanni Casimiro del Palatinato-Zweibrücken-Kleeburg, conte († 1652)
- 28 aprile - Margherita di Savoia, duchessa italiana († 1655)

## Maggio(3)
- 14 maggio - François Sublet de Noyers, politico e nobile francese († 1645)
- 19 maggio - Girolamo Ghilini, storico e presbitero italiano († 1668)
- 28 maggio - Robert Arnauld d'Andilly, politico, poeta e scrittore francese († 1674)

## Giugno(3)
- 9 giugno - Giovanni di San Tommaso, presbitero, filosofo e teologo portoghese († 1644)
- 20 giugno - Giovanni Battista Altieri, cardinale e vescovo cattolico italiano († 1654)
- 26 giugno - Gaspar de Borja y Velasco, cardinale, arcivescovo cattolico e politico spagnolo († 1645)

## Luglio(3)
- 3 luglio - Johann Georg Wirsung, medico, anatomista e chirurgo tedesco († 1643)
- 16 luglio - Sinibaldo Scorza, pittore italiano († 1631)
- 25 luglio - Itō Sukeyoshi, militare giapponese († 1636)

## Agosto(5)
- 1º agosto - Alessandrina de Rye, nobildonna belga († 1666)
- 8 agosto - Carlo Filago, organista e compositore italiano († 1644)
- 12 agosto - Domenico Fiasella, pittore italiano († 1669)
- 27 agosto - Franchoys Elout, pittore olandese († 1635)
- 30 agosto - Abraham Govaerts, pittore e disegnatore fiammingo († 1626)

## Settembre(2)
- 1º settembre - Giovanni Pesaro, doge († 1659)
- 17 settembre - Christopher Wren, presbitero inglese († 1659)

## Ottobre(6)
- 4 ottobre - Francesco Rondinelli, letterato e bibliotecario italiano († 1665)
- 7 ottobre - Maria Maddalena d'Austria, nobile († 1631)
- 14 ottobre - Marco Gradenigo, patriarca cattolico italiano († 1656)
- 19 ottobre - Falso Dimitri I di Russia, sovrano russo († 1606)
- 24 ottobre - Innocenzo da Caltagirone, presbitero e religioso italiano († 1655)
- 31 ottobre - Parviz Mirza, principe indiano († 1626)

## Novembre(2)
- 2 novembre - Giovanni Battista Zupi, gesuita, astronomo e matematico italiano († 1667)
- 23 novembre - Giovanni Pietro Puricelli, presbitero e storico italiano († 1659)

## Dicembre(1)
- 21 dicembre - Ottone di Lippe-Brake, conte tedesco († 1657)

## Senza giorno specificato(43)
- Nicolas Abram, gesuita, filologo e teologo francese († 1655)
- Sharif ibn Ali, sultano marocchino († 1659)
- Giacomo Briano, architetto e gesuita italiano († 1649)
- Pieter Brueghel III, pittore fiammingo († 1639)
- Cornelius Burges, presbitero inglese († 1665)
- Giovanni Battista Cantone, nobile e magistrato italiano († 1655)
- Bernardino Capitelli, pittore e incisore italiano († 1639)
- Giovanni Ciampoli, presbitero, poeta e umanista italiano († 1643)
- Pietro Paolo Corbarelli, scultore italiano († 1649)
- Mario Cutelli, giurista e filosofo italiano († 1654)
- Giovanni Dolfin, vescovo cattolico italiano († 1659)
- William Douglas, I marchese di Douglas, nobile scozzese († 1660)
- Jacob Duwall, generale svedese († 1634)
- Antonio Escobar, gesuita, teologo e scrittore spagnolo († 1669)
- Fëdor II di Russia, sovrano russo († 1605)
- Luis Jerónimo de Cabrera, nobile spagnolo († 1647)
- Domenico Fetti, pittore italiano († 1623)
- Giovanni Battista Fontana, compositore e violinista italiano († 1630)
- Abraham Gribelin, orologiaio francese († 1671)
- Giovanni Francesco Guerrieri, pittore italiano († 1657)
- Yönten Gyatso, monaco buddhista tibetano († 1617)
- James Hamilton, II marchese di Hamilton, politico e nobile scozzese († 1625)
- Domenico Ibáñez de Erquicia, presbitero spagnolo († 1633)
- Filippo Teodoro di Liagno, pittore italiano († 1629)
- Pietro Marchetti, chirurgo, anatomista e medico italiano († 1673)
- Mansueto Merati, vescovo cattolico italiano († 1661)
- Metrofane di Alessandria, arcivescovo ortodosso greco († 1639)
- Antoine Le Métel d'Ouville, commediografo, geografo e ingegnere francese († 1657)
- Stanisław "Rewera" Potocki, nobile e condottiero polacco († 1667)
- Vincenzo Rabatta, arcivescovo cattolico italiano († 1653)
- Lazare Rivière, medico francese († 1655)
- Jan Savery, pittore olandese († 1654)
- Hugh Semple, matematico e gesuita scozzese († 1654)
- Semplice da Verona, pittore e religioso italiano († 1654)
- Jean Sirmond, poeta e storiografo francese († 1649)
- Alessandro Spinola, doge († 1665)
- Tabanıyassi Mehmed Pascià, politico ottomano († 1637)
- Tomás Tamayo de Vargas, diplomatico, letterato e critico letterario spagnolo († 1641)
- Teresa Sampsonia, nobile persiana († 1668)
- Jacob de Witt, politico olandese († 1674)
- José de Villaviciosa, scrittore spagnolo († 1658)
- Teimuraz I di Cachezia, re († 1661)
- Johannes van der Beeck, pittore olandese († 1644)